# Méli-Mélo
Pour plus de détails, voir Fiche technique et Distribution.
Méli-Mélo ou Frites Maison au Québec (Home Fries) est un film américain réalisé par Dean Parisot, sorti en 1998.

## Synopsis
Dorian et Angus, deux frères désœuvrés, font une mauvaise blague à un parent : celui-ci meurt d'une crise cardiaque. Ils tentent de cacher leur méprise mais doivent bientôt compter avec Sally, serveuse dans un restaurant rapide qui a tout entendu avec son casque et qui s'avère être enceinte du défunt. Dorian tombe amoureux de Sally tandis qu'Angus ne songe qu'à la supprimer.

## Fiche technique
- Titre : Méli-Mélo
- Titre québécois : Frites Maison
- Titre original : Home Fries
- Réalisation : Dean Parisot
- Scénario : Vince Gilligan
- Production : Mark Johnson et Lawrence Kasdan
- Musique : Rachel Portman
- Photographie : Jerzy Zielinski
- Montage : Nicholas C. Smith
- Budget : 15 millions $[1]
- Pays d'origine : États-Unis
- Format : Couleurs - 1,85:1 - Dolby Digital - 35 mm
- Genre : Comédie romantique, comédie dramatique
- Durée : 91 minutes
- Date de sortie : 
  - 25 novembre 1998 aux États-Unis
  - 1999 en vidéo en France[2]

## Distribution
- Drew Barrymore (VQ : Christine Bellier) : Sally Jackson
- Luke Wilson (VQ : Antoine Durand) : Dorian Montier
- Jake Busey (VQ : Daniel Picard) : Angus Montier
- Catherine O'Hara (VQ : Louise Rémy) : Beatrice Lever
- Shelley Duvall (VQ : Johanne Garneau): Mme Jackson
- Kim Robillard : Billy
- Daryl Mitchell (VQ : Gilbert Lachance) : Roy
- Lanny Flaherty : Red Jackson
- Chris Ellis : Henry Lever
- Blue Deckert : Shérif
- Theresa Merritt : Mme Vaughan
- Morgana Shaw : Lucy Garland
- John Hawkes : Randy
- Jill Parker-Jones : Animatrice Lamaze
- Shane Steiner : Soldat dans la jeep